# 國泰中央廣場
国泰中央广场，原名王象中央廣場，是台灣高雄市前鎮區一座高30层、135（443英尺）的摩天大樓，2000年落成，由高雄市在地建商王象建設興建，Liu Associates设计，顶部為金字塔造型。截至2021年2月，它是高雄第24高楼。 

## 旅館
除办公空间外，大厦22至29层为「和逸飯店‧高雄中山館」，該四星级飯店共有 182 间客房，包括高级套房、主题餐厅和咖啡厅；从30楼的「Cozzi the Roof」餐厅可以俯瞰城市的夜景，包括地标85大樓。